# Francis Jammes
Francis Jammes (Tournay, Altos Pirineos, 2 de diciembre de 1868 - Hasparren, Pirineos Atlánticos, 1 de noviembre de 1938) fue un poeta, novelista, dramaturgo y crítico francés. Pasó la mayor parte de su vida en las regiones de Béarn y en el País Vasco francés, lugares que se convirtieron en las principales fuentes de su inspiración, que se caracteriza por su lirismo y por su exaltación de la vida rural. Algunos poemas añaden, además, un fuerte contenido religioso debido a su conversión al catolicismo.

## Juventud
Estudio en el liceo de Pau y después en Burdeos, donde demostró ser un alumno muy mediocre. En 1886 le impresionará profundamente el descubrimiento de la poesía de Charles Baudelaire. Tras su fracaso académico (había obtenido un cero en la asignatura de francés) y en plena crisis personal, empieza a escribir sus propios poemas y los envía a distintas revistas. Su madre se encarga de publicar, a sus expensas, los versos de su hijo (ambos viven juntos en Orthez; el padre de Jammes había muerto en 1888). En 1889, trabajó como meritorio en una notaría de su pueblo. Sus primeras obras poéticas merecen la atención de Mallarmé y Gide. 

## Dedicación a la poesía
En 1895 orientó su carrera definitivamente hacia la poesía y comenzará a publicar en la revista Mercure de France. En 1896 viajó con Gide a Argelia. El nombre de Jammes se puso de actualidad en el panorama literario tras publicar su manifiesto «Le Jammisme».
En 1898, publica su primer libro de poemas: De l'Angélus de l'aube à l'Angélus du soir. Conoció a Paul Claudel en 1900 y en 1901 publicó Le Deuil des Primevères. Un desengaño amoroso le inspira, a los treinta y cinco años de edad, los poemas titulados Tristesses, publicados en 1906 en el libro Clairières dans le ciel. 

## Conversión al catolicismo

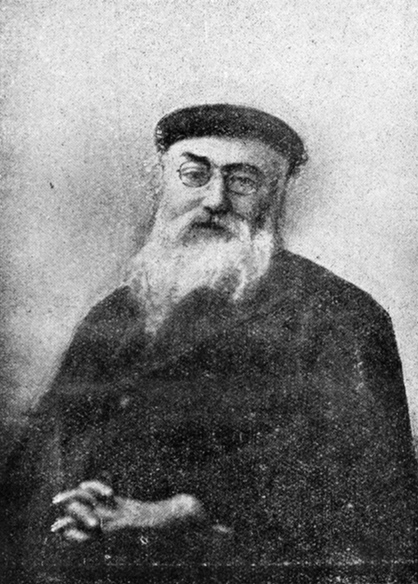
Francis Jammes hacia 1925.

En 1905 se produjo su conversión al catolicismo (en realidad, su retorno a una práctica religiosa muy exigente). En su poesía se acentúan los contenidos religiosos.
En octubre de 1907 se compromete en Lourdes con una admiradora suya, Geneviève Goedorp, con la que se casará en Bucy-le-Long. El poeta se instalará en la región de Aisne tras su matrimonio, fruto del cual serán sus siete hijos (el primogénito se llamará Paul, en honor de Claudel y la segunda Bernadette, en referencia a santa Bernadette de Lourdes). En 1912 se publicó su libro Géorgiques chrétiennes. Aunque Jammes continuó escribiendo abundantes poemas, obras en prosa y dramática, nunca volvió a tener en vida la audiencia ni el reconocimiento de su producción anterior a su conversión. En los círculos literarios parisinos se le consideraba un poeta provinciano, que vivía apartado del mundo, pese a que mantuvo una copiosa correspondencia con importantes autores como André Gide o Arthur Fontaine y a que viajaba a menudo a la capital francesa, donde frecuentó algún salón literario, como el de la mujer de Léon Daudet, donde causó una gran impresión a Marcel Proust. Su obra La Brebis égarée inspiró una ópera a Darius Milhaud. Jammes fue candidato en varias ocasiones a formar parte de la Academia Francesa, pero nunca lo consiguió.
Murió en Hasparren en 1938.